# Éric Tabarly
Éric Tabarly foi um velejador/navegador francês, nascido a 24 de julho de 1931, em Nantes, e desaparecido no mar a 13 de junho de 1998. A caminho da regata Fife, o seu corpo foi descoberto cinco semanas depois por um barco de pesca francês no sul da Irlanda. 
Oficial da Aviação Naval de formação, cedo se interessou pelas regatas oceânicas. Éric Tabarly venceu várias regatas oceânicas entre as quais a Ostar de 1964 e 1976. As suas participações, e vitórias, em várias provas levaram ao aparecimento de todo uma geração de grandes velejadores oceânicos franceses, tais como Loïck Peyron, Olivier de Kersauson ou Isabelle Autissier.
Apaixonado pelos veleiros clássicos em madeira, foi um dos pioneiros dos restauro e das regatas de clássicos, coma recuperação do barco de família o Pen Duick. Paralelamente desenvolveu o conceito dos multicasco como embarcações de regata oceânicas.